# Linda Lepomme
Linda Lepomme (Lokeren, 16 de Março de 1955) é uma cantora e a(c)triz belga de língua neerlandesa. Participou nalgumas séries televisivas de expressão neerlandesa e participou no Festival Eurovisão da Canção 1985, obtendo o 19º lugar e último com apenas 7 pontos. Cantou o tema Laat me nu gaan.

## Filmografia
1. Toch zonde dat 't een hoer is (1978) (TV) .... como  Hippolita
2. "Paradijsvogels, De" (1979) TV Series ..
3. Eerste sleutel, De (1980) (TV) ....
4. "TV-Touché" (1983) TV Series..
5. Zware jongens (1984) .... Cantora
6. Levenslang (1984) (TV)
7. Leeuw van Vlaanderen, De (1985) como Nele
8. Pauline & Paulette (2001) .... actriz de opereta